# قاي إيفانز
قاي إيفانز (بالإنجليزية: Guy Evans)‏ هو ملحن وموسيقي بريطاني، ولد في 17 يونيو 1947 في برمنغهام في المملكة المتحدة.

## وصلات خارجية
- قاي إيفانز على موقع IMDb (الإنجليزية)
- قاي إيفانز على موقع ميوزك برينز (الإنجليزية)
- قاي إيفانز على موقع أول ميوزيك (الإنجليزية)
- قاي إيفانز على موقع ديسكوغز (الإنجليزية)
- قاي إيفانز على موقع كينوبويسك (الروسية)